# Dorcadion pseudopreissi
Dorcadion pseudopreissi là một loài bọ cánh cứng trong họ Cerambycidae.